# 圣玛利亚玛达肋纳堂 (科尔多瓦)

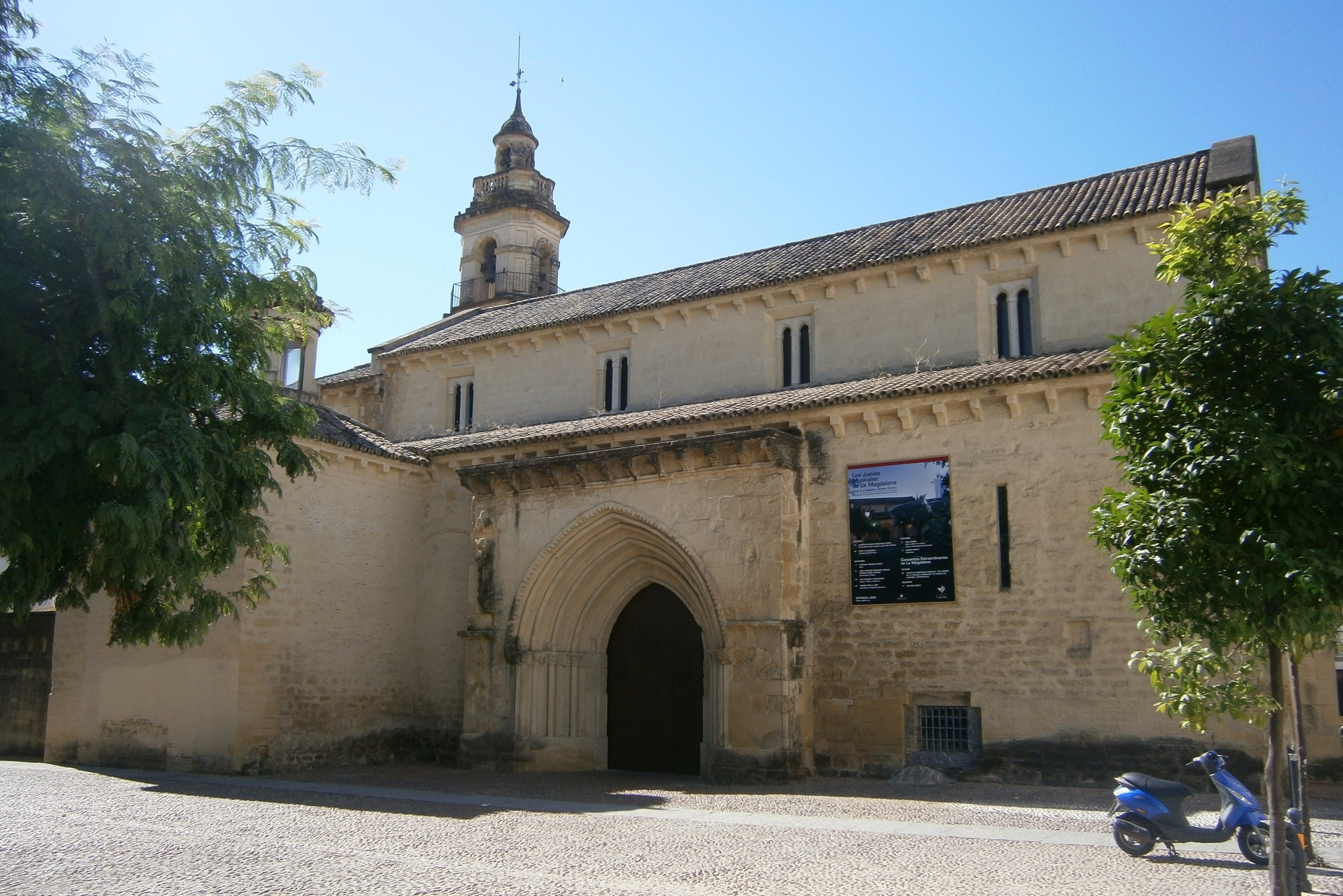
圣玛利亚玛达肋纳堂

圣玛利亚玛达肋纳堂（西班牙语：Iglesia de la Magdalena）是一座原罗马天主教教堂，位于西班牙科尔多瓦，采用穆德哈尔风格，为联合国教科文组织世界遗产科尔多瓦历史中心的一部分， 以圣玛利亚玛达肋纳命名。
圣玛利亚玛达肋纳堂是费尔南多三世于1236年征服科尔多瓦后建造的12座教堂中的第一座。它位于市中心以东繁华的马格德莱纳街区。建筑结合了罗马式、哥特式和穆德哈尔建筑风格。正门位于教堂西端的玫瑰窗下方。 。
关于教堂历史的文献证据很少。它的建筑在13世纪末已经非常完好。多年来，这座建筑经历了几次改造。祭衣间是16世纪早期增建，而天花板拱顶则是在18世纪增建，覆盖了中世纪的木制天花板，直到最近才被拆除。
1990年，教堂被大火严重破坏。此后，它不再被用作教堂，改为世俗用途，现在归 Cajasur 银行所有，用于举办音乐会和其他文化活动。

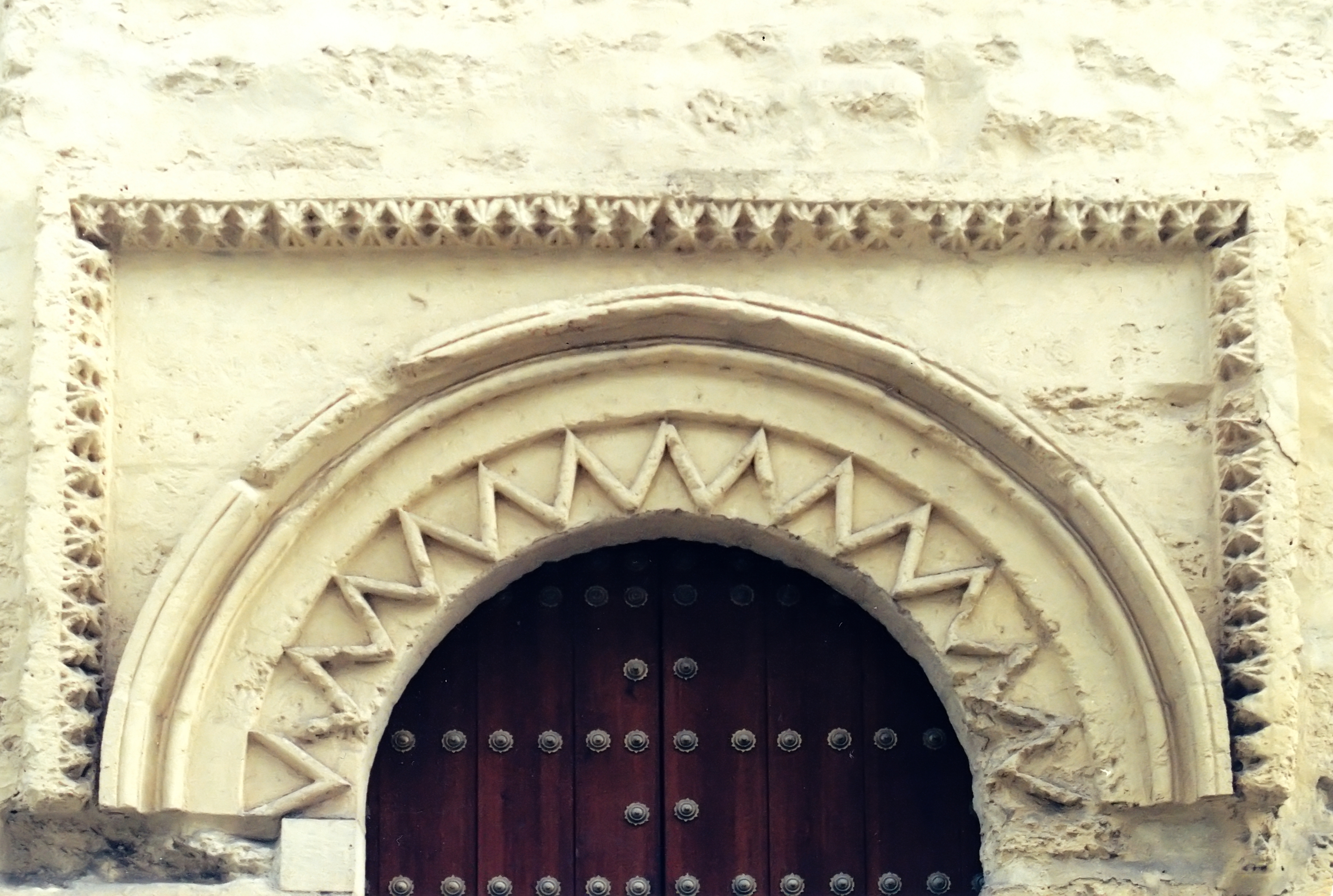
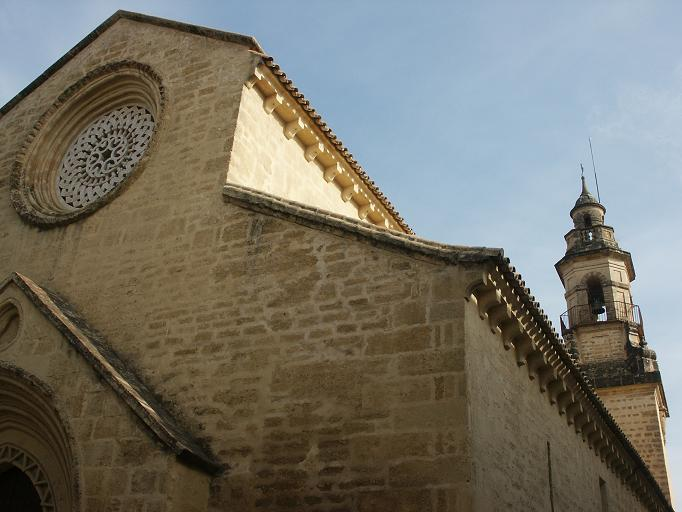
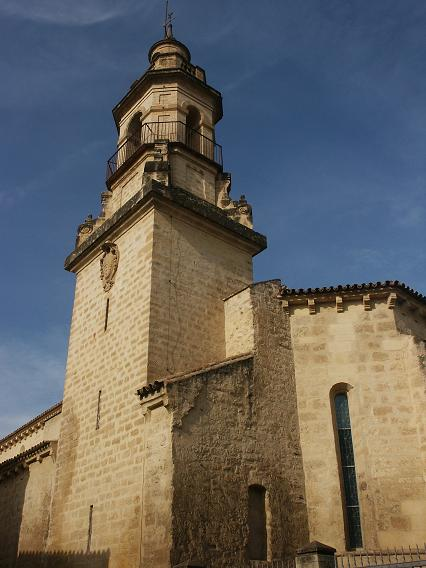
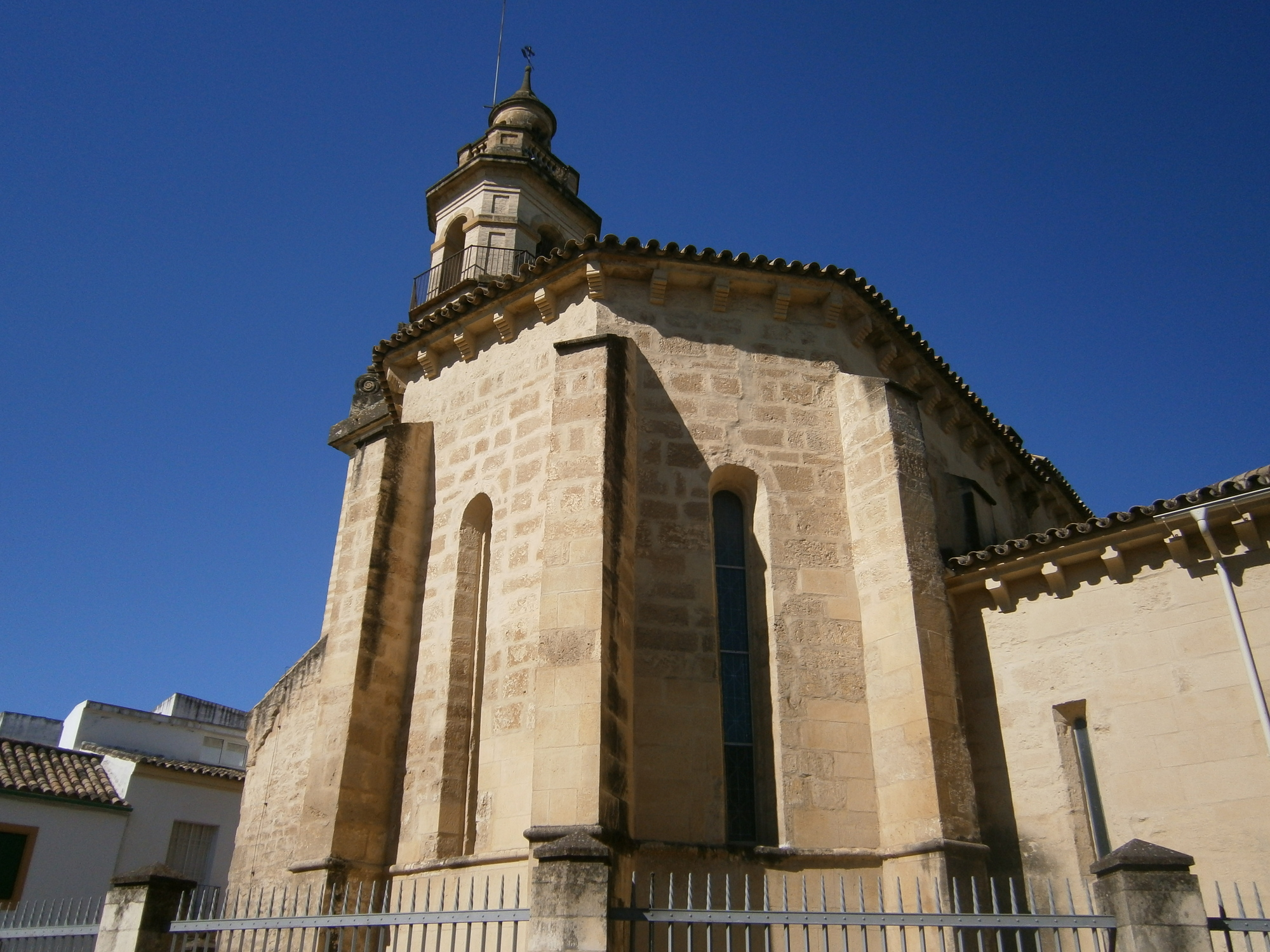
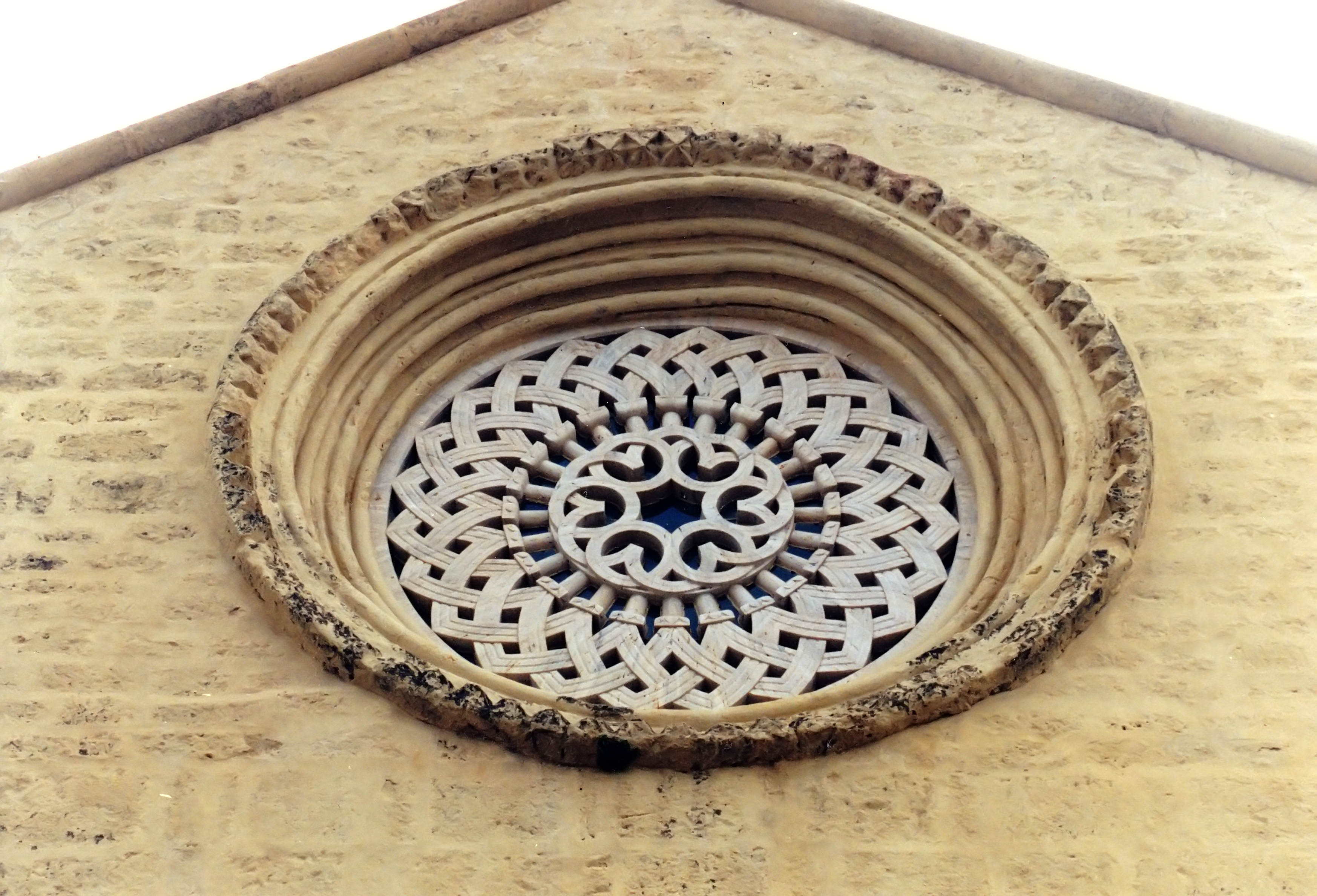